# Pelham (Nuevo Hampshire)
Pelham es un pueblo ubicado en el condado de Hillsborough en el estado estadounidense de Nuevo Hampshire. En el Censo de 2010 tenía una población de 12.897 habitantes y una densidad poblacional de 184,88 personas por km².

## Geografía
Pelham se encuentra ubicado en las coordenadas 42°43′52″N 71°20′14″O / 42.73111, -71.33722. Según la Oficina del Censo de los Estados Unidos, Pelham tiene una superficie total de 69.76 km², de la cual 68.3 km² corresponden a tierra firme y (2.09%) 1.46 km² es agua.

## Demografía
Según el censo de 2010, había 12.897 personas residiendo en Pelham. La densidad de población era de 184,88 hab./km². De los 12.897 habitantes, Pelham estaba compuesto por el 96.05% blancos, el 0.57% eran afroamericanos, el 0.14% eran amerindios, el 1.74% eran asiáticos, el 0.01% eran isleños del Pacífico, el 0.49% eran de otras razas y el 1% pertenecían a dos o más razas. Del total de la población el 1.88% eran hispanos o latinos de cualquier raza.